# Урубуретама (микрорегион)

Урубуретама на карте.

Урубуретама (порт. Microrregião de Uruburetama) — микрорегион в Бразилии, входит в штат Сеара. Составная часть мезорегиона Север штата Сеара. Население составляет 	101 325	 человек (на 2010 год). Площадь — 	1 046,636	 км². Плотность населения — 	96,81	 чел./км².

## Демография
Согласно сведениям, собранным в ходе переписи 2010 г. Национальным институтом географии и статистики (IBGE), население микрорегиона составляет:						
| Полное население                             | Полное население                             | Полное население                             | Полное население                             | 101 325 |
| -------------------------------------------- | -------------------------------------------- | -------------------------------------------- | -------------------------------------------- | ------- |
| в том числе:                                 | Городское население                          | 65 058                                       | Процент городского населения, %              | 64,21   |
|                                              | Сельское население                           | 36 267                                       | Процент сельского населения, %               | 35,79   |
|                                              | Мужское население                            | 51 029                                       | Процент мужского населения, %                | 50,36   |
|                                              | Женское население                            | 50 296                                       | Процент женского населения, %                | 49,64   |
| Плотность населения, чел/км²                 | Плотность населения, чел/км²                 | Плотность населения, чел/км²                 | Плотность населения, чел/км²                 | 96,81   |
| Население микрорегиона в % к населению штата | Население микрорегиона в % к населению штата | Население микрорегиона в % к населению штата | Население микрорегиона в % к населению штата | 1,20    |

## Статистика
- Валовой внутренний продукт на 2003 составляет 254 280 739,00 реалов (данные: Бразильский институт географии и статистики).
- Валовой внутренний продукт на душу населения на 2003 составляет 2771,46 реалов (данные: Бразильский институт географии и статистики).
- Индекс развития человеческого потенциала на 2000 составляет 0,622 (данные: Программа развития ООН).

## Состав микрорегиона
В составе микрорегиона включены следующие муниципалитеты:
1. Итапаже
2. Туруру
3. Умирин
4. Урубуретама